# Палацо-Рецола (Верона)
Палацо-Рецола је насеље у Италији у округу Верона, региону Венето.
Према процени из 2011. у насељу је живело 94 становника. Насеље се налази на надморској висини од 87 м.